# أماندا هاردي
أماندا هاردي (بالإنجليزية: Amanda Hardy) هي لاعبة كرة الريشة أسترالية، ولدت في 10 ديسمبر 1971 في Altona, Victoria ‏ في أستراليا.

## وصلات خارجية
- أماندا هاردي على موقع BWF.tournamentsoftware.com (الإنجليزية)
- أماندا هاردي على موقع BWFbadminton.com (الإنجليزية)
- أماندا هاردي على موقع اللجنة الأولمبية الدولية (الإنجليزية)
- أماندا هاردي على موقع أوليمبيديا (الإنجليزية)
- أماندا هاردي على موقع اللجنة الأولمبية الأسترالية (الإنجليزية)
- أماندا هاردي على موقع اتحاد ألعاب الكومنولث (مؤرشف) (الإنجليزية)